# En ha-Emek
En ha-Emek (hebr. עין העמק; ang. En HaEmeq, lub także Ein HaEmek; pol. Oko Doliny) – wieś komunalna położona w Samorządzie Regionu Megiddo, w Dystrykcie Północnym, w Izraelu.

## Położenie
En ha-Emek jest położona na wysokości od 220 do 250 metrów n.p.m. w północnej części Wyżyny Manassesa, na północy Izraela. W odległości 2 km na północy zaczyna wznosić się masyw Góry Karmel, którego wzgórza w tym rejonie osiągają wysokość 323 metrów n.p.m. W rejonie wioski En ha-Emek przebiega dział wód. Po stronie wschodniej wznoszą się wzgórza Wyżyny Manassesa, pomiędzy którymi wiją się wadi strumieni Sanin, ha-Sznajim i ha-Szofet (spływają one do Doliny Jezreel). Po stronie zachodniej teren łagodnie opada do Wadi Milk strumieni Nachal Tut i Boded (spływają one na równinę przybrzeżną Izraela). Okoliczne tereny są wykorzystywana głównie pod sady, gaje, uprawy rolnicze lub pastwiska. W jej otoczeniu znajduje się miasto Jokne’am, kibuce Ha-Zore’a, Miszmar ha-Emek, Ramat ha-Szofet i Ramot Menasze, oraz moszawy Bat Szelomo i Eljakim. Na zachód od wsi jest elektrownia Chaggit.
En ha-Emek jest położona w Samorządzie Regionu Megiddo, w Poddystrykcie Jezreel, w Dystrykcie Północnym Izraela.

## Historia
Pierwotnie w okolicy tej istniała arabska wieś Ar-Rihanija. Po I wojnie światowej w 1918 roku cała Palestyna przeszła pod panowanie Brytyjczyków, który w 1921 roku utworzyli Brytyjski Mandat Palestyny. Umożliwiło to rozwój osadnictwa żydowskiego w Palestynie. W latach 30. XX wieku żydowskie organizacje syjonistyczne zaczęły wykupywać grunty na Wyżynie Manassesa. W takich okolicznościach w 1944 roku został założony moszaw En ha-Emek, który później przekształcono w wieś komunalną.
Grupa założycielska powstała w latach 30. XX wieku i składała się z żydowskich imigrantów z Kurdystanu. Agencja Żydowska wybrała dla nich teren pośrodku Wadi Milk, w którym w owym czasie nie było jeszcze żadnej osady żydowskiej. Przy wlocie do Wadi Milk od strony Doliny Jezreel istniała od 1935 roku moszawa Jokne’am, obok rok później powstał kibuc Ha-Zore’a. W 1937 roku w środkowej części Wyżyny Manassesa utworzono kibuc En ha-Szofet, w 1939 roku w jego sąsiedztwie powstała Dalijja, a w 1941 roku Ramat ha-Szofet. Dla osadnictwa żydowskiego całkowicie niedostępnymi pozostawały Wadi Ara i Wadi Milka, którymi przebiegały strategicznie ważne drogi łączące równinę przybrzeżną z Galileą. Podczas II wojny światowej Brytyjczycy wzmocnili współpracę z żydowską organizacją paramilitarną Hagana, dzięki czemu wzmocniła ona swoje siły na północy. Ośrodki szkoleniowe Hagany powstały w sąsiedztwie kibucu Miszmar ha-Emek i w Dżo’ara. Wykorzystując chwilową zmianę stosunku sił, Żydzi założyli w 1944 roku moszaw En ha-Emek. Początkowo nazywał się on Kedem, od nazwy organizacji syjonistycznej, która pomogła pionierom wyemigrować z Kurdystanu do Ziemi Izraela. Rozwijała się ona w niezwykle ciężkim otoczeniu. Wrogość arabskich sąsiadów łączyła się z brakiem wody, niedostatkiem zaopatrzenia i słabymi gruntami. Wszystko to powodowało, że warunki życia pierwszych pionierów były trudne.
W poszukiwaniu skutecznego rozwiązania narastającego konfliktu izraelsko-arabskiego w dniu 29 listopada 1947 roku została przyjęta Rezolucja Zgromadzenia Ogólnego ONZ nr 181. Zakładała ona między innymi, że moszaw En ha-Emek miał znaleźć się w granicach nowo utworzonego państwa żydowskiego. Arabowie odrzucili tę rezolucję i dzień później doprowadzili do wybuchu wojny domowej w Mandacie Palestyny. Na samym jej początku siły Arabskiej Armii Wyzwoleńczej zajęły pobliskie wioski i sparaliżowały żydowską komunikację w całym regionie. W dniach 4-14 kwietnia 1948 roku doszło do bitwy o Miszmar ha-Emek, w wyniku której siły żydowskiej Hagany zajęły i wysiedliły szereg pobliskich wiosek arabskich. Następnie, w dniu 30 kwietnia zajęta i zniszczona została arabska wieś Ar-Rihanija. Izraelskie działania podjęte podczas I wojny izraelsko-arabskiej (1948-1949) w pełni zabezpieczyły Wyżynę Manassesa, stwarzając warunki do dalszego rozwoju tutejszych osiedli. W takich okolicznościach moszaw En ha-Emek przejął grunty rolne zniszczonej arabskiej wioski Ar-Rihanija. Od lat 80 XX wieku tutejsi mieszkańcy zaczęli odchodzić od pracy w rolnictwie, decydując się na dojeżdżanie do pobliskich stref przemysłowych. Z tego powodu na początku XXI wieku moszaw przekształcono w wieś komunalną.

## Demografia
Większość mieszkańców wsi jest Żydami, jednak nie wszyscy identyfikują się z judaizmem. Tutejsza populacja jest mieszana - świecka i religijna:

## Gospodarka i infrastruktura
Większość mieszkańców dojeżdża do miejsc pracy w pobliskich strefach przemysłowych. Tylko nieliczni utrzymują się z rolnictwa, nastawiając się na hodowlę drobiu, bydła mlecznego oraz sadownictwo - głównie oliwek. We wsi jest przychodnia zdrowia i sklep wielobranżowy.

## Transport
Ze wsi wyjeżdża się na południowy zachód na drogę nr 672, którą jadąc na południe dojeżdża się do skrzyżowania z drogą 6954 (prowadzi na wschód do kibucu Ramat ha-Szofet lub na południowy zachód do kibucu Ramot Menasze) i dalej do kibuców Dalijja i En ha-Szofet. Natomiast jadąc drogą nr 672 na północny zachód dojeżdża się do skrzyżowania z drogą prowadzącą na północny wschód do miasta Jokne’am, następnie do moszawu Eljakim i węzła drogowego z drogą ekspresową nr 70. Jadąc drogą nr 70 na południowy zachód dojeżdża się do autostrady nr 6.

## Edukacja i kultura
Wieś utrzymuje przedszkole. Starsze dzieci są dowożone do szkoły podstawowej i średniej w kibucu En ha-Szofet. We wsi jest ośrodek kultury z biblioteką, oraz boisko do piłki nożnej. Jest tu także synagoga i mykwa.

## Turystyka
Wieś jest dogodnym punktem wyjściowym do pieszych lub rowerowych wycieczek po okolicznych wzgórzach. Obszar całej Wyżyny Menassesa stanowi od 2011 roku rezerwat biosfery UNESCO. Rezerwat biosfery obejmuje obszary zalesione, źródła strumieni, wzgórza wulkaniczne i stanowiska archeologiczne.